# 童秀春
童秀春（1813年—1868年），字伯雍，號圭農，湖南寧鄉縣人，清朝政治人物。同進士出身。

## 生平
童秀春於道光二十七年（1847年）丁未科會試中式，覆試考列四等罰停殿試一科，道光三十年（1850年）庚戌科補殿試，位列陸增祥榜三甲第七名。選翰林院庶吉士，咸豐二年（1852年）散館，授翰林院檢討，充國史館協修。同年冬假歸，時值太平軍進犯湖南，童秀春出力支持團練，加侍讀銜。咸豐三年（1853年）重入京師，咸豐五年（1855年）丁母憂回鄉。守喪結束後，留在本籍團練。同治二年（1863年）引見，分發廣東，次年即因父喪歸里。守喪期間曾總纂《寧鄉縣志》。同治七年（1868年）三月前往廣東，八月署肇羅道。同年病卒。